# 常州站
常州站是京沪铁路和沪宁城际铁路上的一个火车站，现为上海局集团直属的特等站，位于中国江苏省常州市天宁区，建于1908年4月4日。车站设有南北两个站房，办理客运业务；客场东侧设有货场，办理货运业务。

## 历史
1898年原沪宁铁路开始选线规划。在进行常州段的选址时，呈交给清廷驻沪商务大臣、沪宁铁路总公司督办、常州人盛宣怀时却久久未获批准。1902年盛宣怀父亲病逝，向清廷请辞，回乡守孝，但未获批准。之后盛决定将沪宁铁路常州段绕过主城区，以避开常州城墙和城内的盛家祖坟。1907年常州站站房建成，面积398平方米，为欧式风格；站场设有2座站台和2座货物仓库，设有两个站台:221。
由于常州站位于原沪宁铁路中段，以当时机车的能力运行100千米即需要加煤水，因此常州站成为了沪宁线上重要的补给点，所有列车均需要在常州站停车补给。截至1942年，车站站场设有正线2条、到发线3条、货物线4条以及检修线1条，到发线旁设有2座客运站台并通过天桥相互连接。车站曾于1936年至1946年期间更名武进车站。1947年车站站场规模扩建至23条股道:222。
1958年，常州站新建了客运大楼，面积超过2000平方米，其中站房内设有上、下行旅客候车室各一座，总面积1406平方米:222；同时客场新建站台1个并修建地道2座连接3个站台:308。1973年建成常州东场分流客场的货运业务:221。1992年7月1日，常州站发售了上海铁路局发行的第一张站台票。
1995年常州站新建站房（即现有南站房），1998年年底竣工，面积3380平方米:310。1999年9月2日车站进站天桥工程开工，2000年4月28日竣工，5月30日经有关部门验收后投入使用。2003年车站对站房外立面进行了改造，建成站屋玻璃幕墙7500平方米，铺设站前花岗石广场1.6万平方米，于2004年1月16日竣工。
2006年年底中国铁路第六次大提速之前，上海铁路局投资对常州客场的基础设施进行了改造，包括高站台改造、客场消防警报联网系统、自动引导系统等；此外车站还在常州地方政府的财力支持下改造了动车组候车室、修建了第二座人行天桥。2007年4月18日开始，常州站开始接发D字头动车组列车，并开行始发至上海D451和D453次列车。
随着沪宁城际铁路的建设，2009年2月位于原站北地区的常州站北广场动工。2010年6月常州站北站房随常州客运中心投入使用，7月1日沪宁城际铁路接入常州站北站场。旅客若乘坐普速列车与既有线动车仍需前往南站房候车。
常州站老站房和客场于2016年5月开始进行改造扩建工程，并进行南北广场一体化改造。改造工程包括新建站台有柱雨棚投影面积13460平方米。拆除普速场既有天桥1座、地道2处，利用一座东侧既有天桥延长至城际场站房作为非付费区联系通道。城际场既有天桥、地道至普速场站房，均按宽12米设计，并新建宽5.2米行包地道1座和天桥一座。常州站普速场规模维持不变，站房以及1站台外观维持现状不变，但对内部进行了重新装修。常州客场于2016年10月18日开始改造，先期改造1、2站台。目前整个工程已于2018年10月底验收完成，并于2018年11月18日早上8点启用，而在改造期间取消在常州站停靠的列车则于2019年1月恢复。
2022年，上海局集团对常州东场进行改造工程，新建9896平方米的集装箱堆场。

## 车站结构
常州站由三部分组成，客场（南广场）、城际场（北广场）和东场。

### 客场和城际场

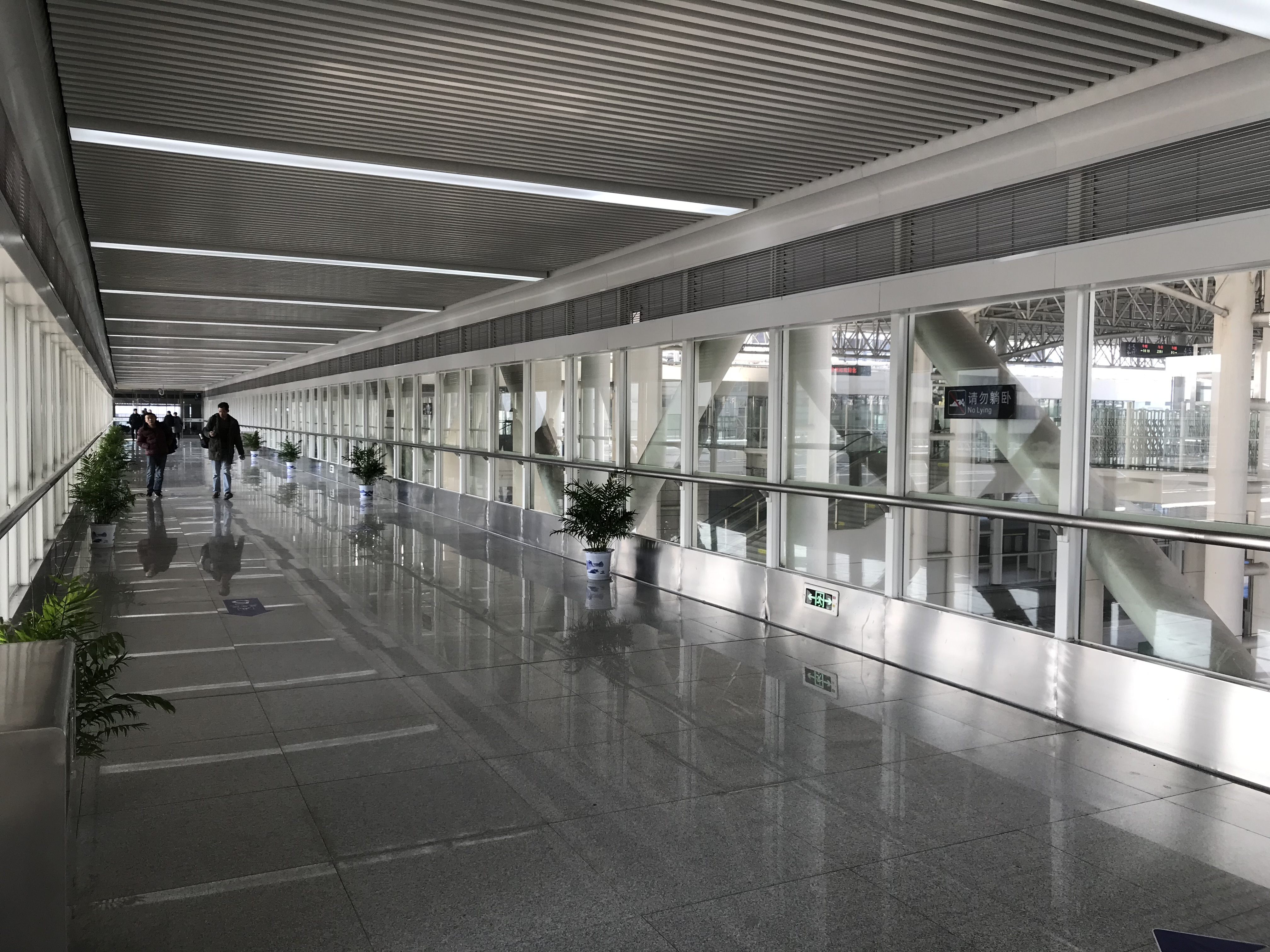
连接南北站房候车室的天桥

其中办理客运业务的“两场一站”为客场和城际场，设有两座朝向不同的站房：客场站房朝向南侧，而城际场站房朝向北侧；南站房主要负责普速业务、北站房主要负责城际业务，旅客可根据需要选择南、北站房进、出站。目前二者在车站内、外侧有数条通道连接。2016年开始的车站南北一体化工程将既有北站房进站天桥延长至南站房，同时新建连接南北站房的天桥一座。往返于火车站南北广场之间的站外地下通道步行时间大约为十分钟。
在广播方面，常州站使用的广播提示音与日本东武铁道东上本线常盘台站、和光市站、川越站等车站的发车提示音相同，同样使用这一提示音的还有CRH2系动车组（包括CRH380A）出站后的报站广播。

#### 南站房
常州站南站房位于关河西路上，建于1995年，并经历了1998年、2002年、2006年及2017年的多次改造，面积3380平方米。目前南站房主要负责乘坐京沪铁路常州客场停靠的T、K及少量D字头列车的旅客。售票处位于站房东侧，面积1264平方米，设14个人工窗口及10台自助售票机:310。进站口位于站房中央，设有一座长56米、宽10米的进站门斗，内设2条实名制验证通道和2个安检区域。南站房共有4个候车区，共设有1200个座椅和26部检票闸机：一楼东、西两侧分别被划定为一号候车区和二号候车区，二楼东、西两侧分别被划定为三号候车区和四号候车区，其中，三号候车区是专门为乘坐城际列车旅客设置的候车区，以此分担北站房（五号候车区）日益增长的高铁客流。此外，南站房一楼设有“常悦580”雷锋服务站。
- 南站房售票处
- 二号候车室
- 南站房二层
- 第三检票口

#### 北站房
常州站北站房位于竹林西路上，建于2010年。北站房主要负责乘坐停靠沪宁城际高速铁路常州城际场G、D字头列车的旅客，于6：00-23：00开放。北站房建筑面积为10000平方米，为侧式站房。站房综合楼为地上两层，一楼为进站口、售票处、候车室和餐厅不设检票口，二楼设五号候车区、餐厅和检票口。旅客进出站采用上进下出的形式。
- 北站房售票处
- 北站房1层
- 站房内的咖啡厅
- 出站地道

#### 站线布置
常州站普速场设有3台6线，一共3个站台（5个站台面），其中侧式站台一个，岛式站台两个（其中3站台靠近京沪下行线，目前为侧式站台），全部为高站台。普速场中部被面积5305平方米的无站台柱大雨棚覆盖，站台两端由有站台柱的小雨棚覆盖；城际场设2台6线，其中正线2条，到发线4条，站台为双岛式，全部由无站台柱雨棚覆盖。普速场和城际场站台有长75米，宽13米的地下通道连接南北站房，供出站旅客使用。
| 侧式站台 |                                     |
| 1站台    | 京沪铁路 往北京方向（新闸镇站）     |
| 正线     | 京沪铁路 上行列车通过线             |
| 2站台    | 京沪铁路 往北京方向（新闸镇站）     |
| 侧式站台 |                                     |
| 3站台    | 京沪铁路 下行列车通过线             |
| 4站台    | 京沪铁路 往上海方向（戚墅堰站）     |
| 岛式站台 |                                     |
| 5站台    | 京沪铁路 往上海方向（戚墅堰站）     |
| 6站台    | 沪宁城际高铁 往南京方向（丹阳站）   |
| 岛式站台 |                                     |
| 7站台    | 沪宁城际高铁 往南京方向（丹阳站）   |
| 通过线   | 沪宁城际高铁 上行列车通过线         |
| 通过线   | 沪宁城际高铁 下行列车通过线         |
| 8站台    | 沪宁城际高铁 往上海方向（戚墅堰站） |
| 岛式站台 |                                     |
| 9站台    | 沪宁城际高铁 往上海方向（戚墅堰站） |

### 常州东场

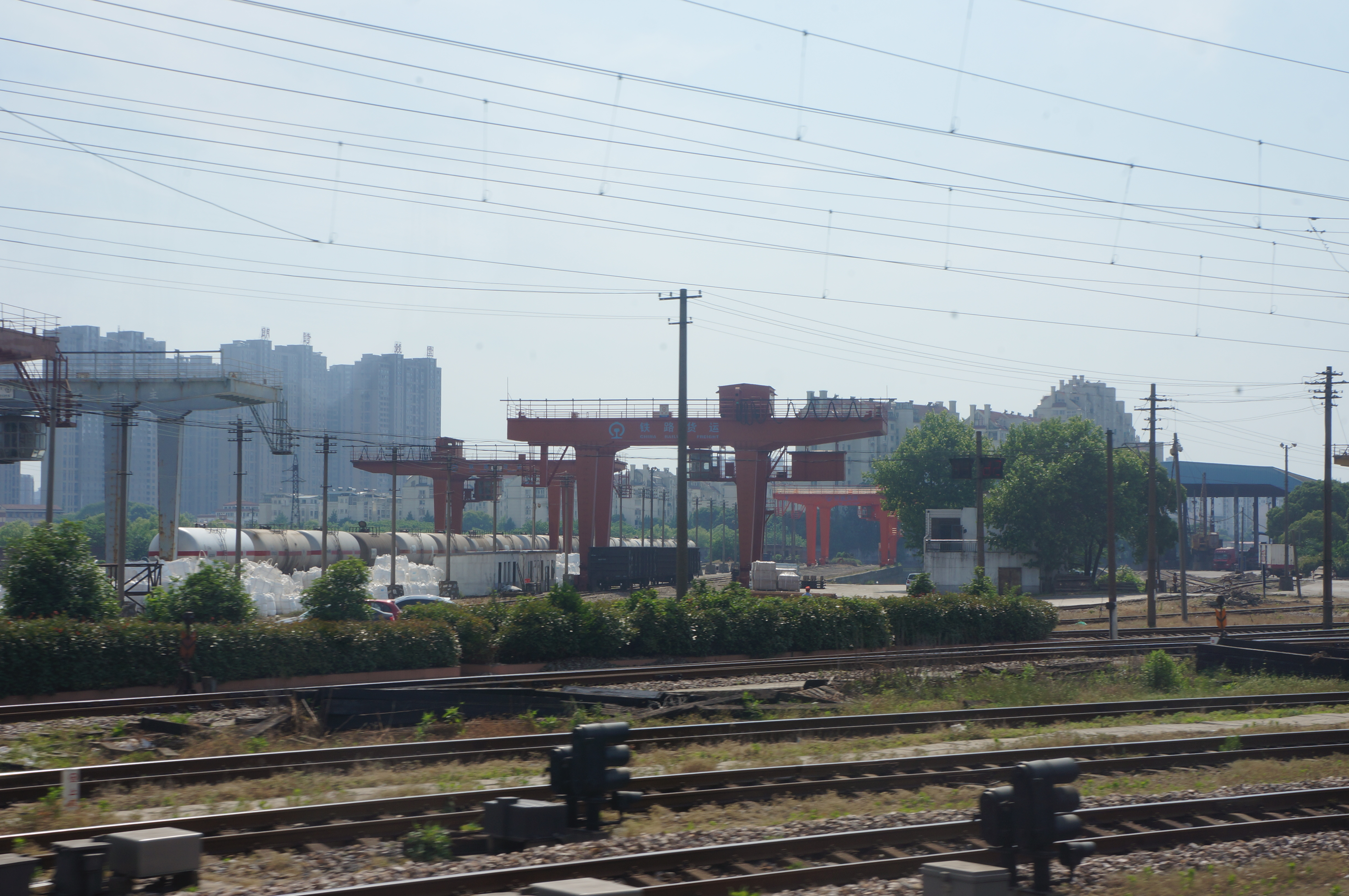
东场附近的货场

常州东场位于常州客场东侧，营业部地址为天宁区五角场东路1号，办理货运业务，由常州直属站运转车间管理。常州东场原名青龙站，1973年改为常州东场，2009年6月1日原湾城站及其接驳专用线并入东场。东场分为两个站场:222，办理办理整车、集装箱货运业务，不办理除生铁外的散堆装货物发送、到达业务。东场货场共有六个货场区域组成，自东往西分别为湾城货区、煤场、危险品货场、东货场、新货场和集装箱货场组成。货场设有正线2条、到发线8条、调车线7条以及货物线22条:672；货场设有通往华昊化工、常燃物流中心、常州市化工轻工材料、常宝钢管、华电戚墅堰电厂、中国石化常州石油分公司和良丰商储公司共7条专用线。
常州东场原为上海铁路局和南京铁路分局的交界站:221，现为上海机务段和南京东机务段的交接站，南京东站至本站的小运转货运列车本务由南京东机务段机车担当。

## 运营状况
截至2025年4月运行图，常州站每日开行351趟列车。

### 始发旅客列车

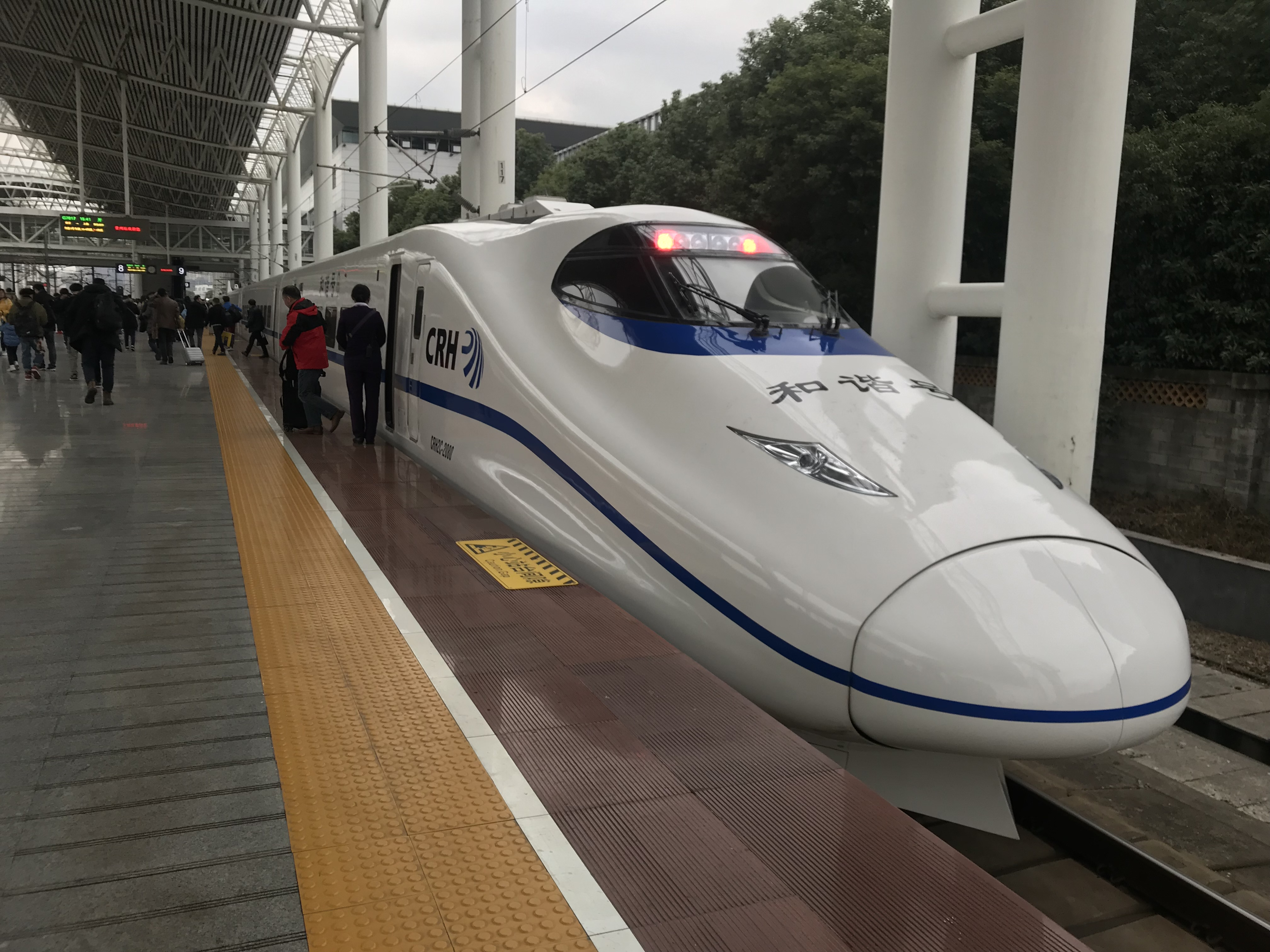
G7356次列车终到（2018年）

截至2021年1月，常州站共有5对始发高速动车组列车，均为经由沪宁城际高速铁路南下的管内高速动车。详情如下（另上海虹桥站始发的G7128次、G7202、G7212等列车在该站终到）：
| 列车所属路局 | 目的地 | 车次                |
| ------------ | ------ | ------------------- |
| 上海局集团   | 上海   | G7211、G7201、G7033 |
| 上海局集团   | 黄山北 | G7315               |

同时在节假日期间，常州站也会加开往上海站方向的临时旅客列车。常州站曾开行过始发往北京的K162次列车，该列车车次最初为1425/1426次列车，交路为南京西→空送至常州→北京→南京西。2007年4月18日该列车升级，车次改为K161/162次列车；2011年7月1日起，配合京沪高铁全线通车，北京—南京西—常州K161/162次列车停运。

## 下辖车站
常州直属站是上海局集团的直属运输单位，管辖京沪铁路、沪宁城际高速铁路和京沪高速铁路在常州境内的车站，负责其铁路旅客和行包运输业务，同时负责京沪线货物列车在其下辖车站的解体、编组、货场、专用线的取送车作业。
常州站在沪宁铁路通车初期由京沪、杭甬铁路管理局丹苏车务段管辖，1936年改制后改由京锡车务段管辖。华中铁道期间，车站由南京支社管辖。1950年8月铁道部成立常州中心站，隶属上海铁路分局，管辖范围为沪宁线湾城至奔牛站，1953年1月更名常州直属站并交由南京铁路运输分局下辖。1957年3月常州中心站再次成立，管辖戚墅堰至渣泽站；1963年4月再次更名常州直属站，同时戚墅堰站和湾城站改由上海分局无锡直属站管理:675。1966年文化大革命开始后，群众组织和原车站党政领导对立严重，经常发生武斗。1968年2月解放军6410部队进驻车站实施军管，组织两派成立常州站革命委员会，1969年4月17日更名常州站区革命委员会，管辖横林站至新丰站及所有铁路附属产业。1972年4月上海铁路局成立常州站革命委员会，下辖新闸镇一个车站。1975年原常州东站并入常州站。1978年2月11日恢复原常州直属站建制:75。
1978年11月，新闸镇站划归丹阳车务段领导后:75，常州直属站原管辖常州客场和东场:221。2003年原属丹阳车务段管辖的奔牛站和新闸镇站划归常州直属站管理，2006年3月常州直属站又与原镇江直属站合并，下辖下蜀至新闸镇共11个车站。2010年3月26日戚墅堰站由无锡直属站划归常州直属站管理。
2011年3月28日，常州直属站和苏州直属站整合成新常州站和苏州站：常州直属站管辖京沪铁路苏锡常镇的大部分货运站。在此次调整中，常州直属站不再管辖镇江、丹徒、丹阳、 常州和戚墅堰城际场，新增原由苏州直属站管辖的京沪线硕放至陆家浜区间车站以及原由无锡直属站管辖的无锡南、无锡北、周泾巷3个车站。同年6月28日，常州直属站更名为常州车务段:273。该格局于同年10月结束，常州车务段被撤销，常州直属站、无锡直属站及镇江直属站重新成立。
2023年4月，常州直属站成立金坛车间，管辖沪宁沿江高速铁路金坛站和武进站。
常州直属站目前下辖以下车站：
- 京沪铁路：常州站（客场、东场）、戚墅堰站（普速场）、新闸镇站、奔牛站
- 沪宁城际铁路：常州站（城际场）、戚墅堰站（城际场）
- 京沪高速铁路：常州北站
- 沪宁沿江高速铁路：金坛站、武进站

## 事件
- 2005年3月11日，南京西开往上海的T701次列车通过常州站时，司机发现前方线路上有一名男子在踉踉跄跄地行走。司机随即紧急刹车，但该男子仍被减速不及的列车撞死。据悉，该男子是常州市物价局的一位分局局长刘某，警方初步将此事件列为自杀行为[58]。
- 2017年5月15日上午8时49分，一名男性旅客持G7080次列车车票，在常州站城际场7号站台候车时，误将在6号站台停靠的上海虹桥至重庆北的D2212次列车当作G7080次列车，在D2212次列车车门关闭时，突然从12号车厢车门处扒门，造成左手手指尖被夹，随车奔跑数秒抽出。所幸该旅客并无受伤，继续乘坐G7080次旅行[59][60]。

## 接驳交通

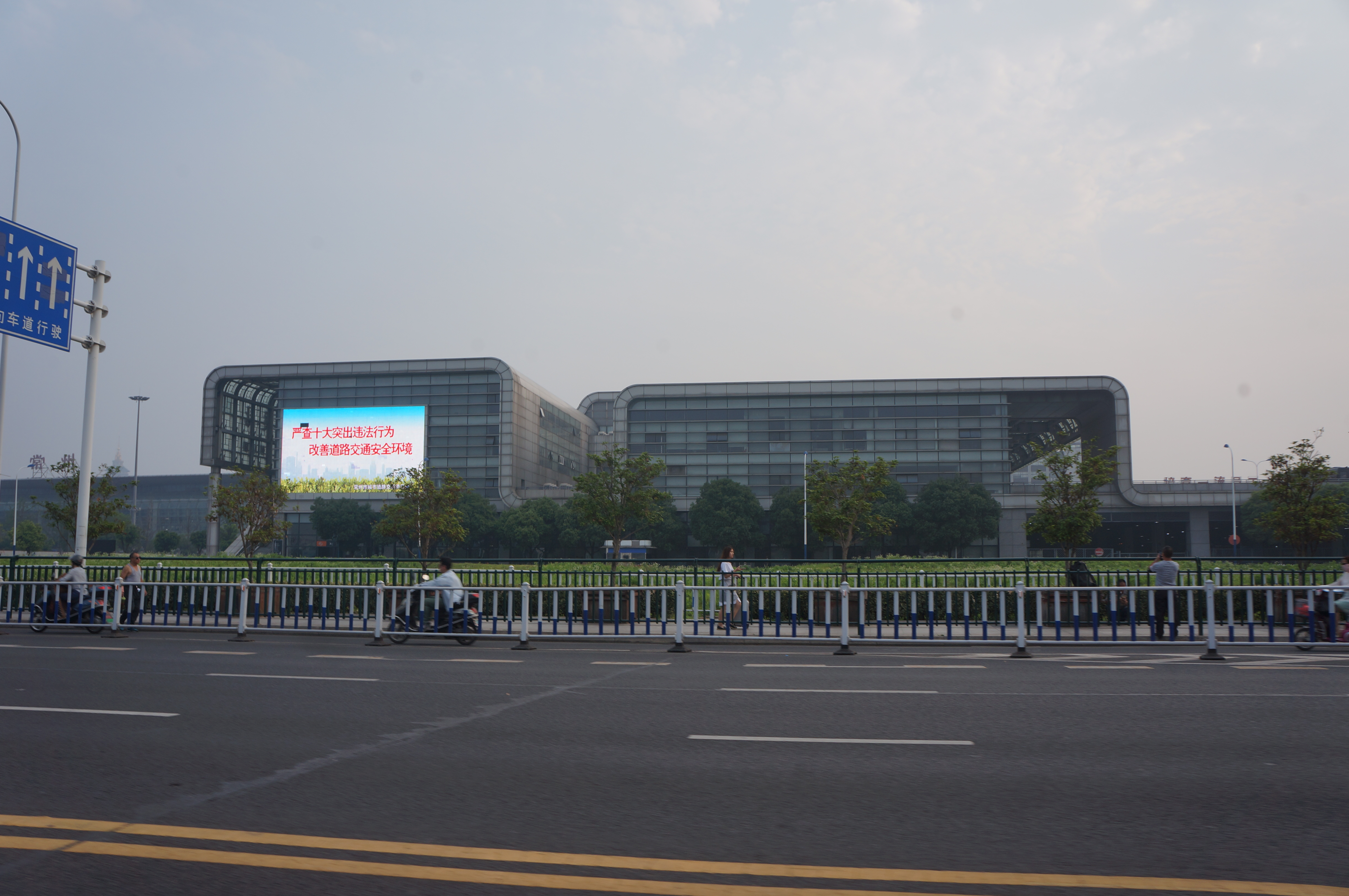
常州长途汽车站

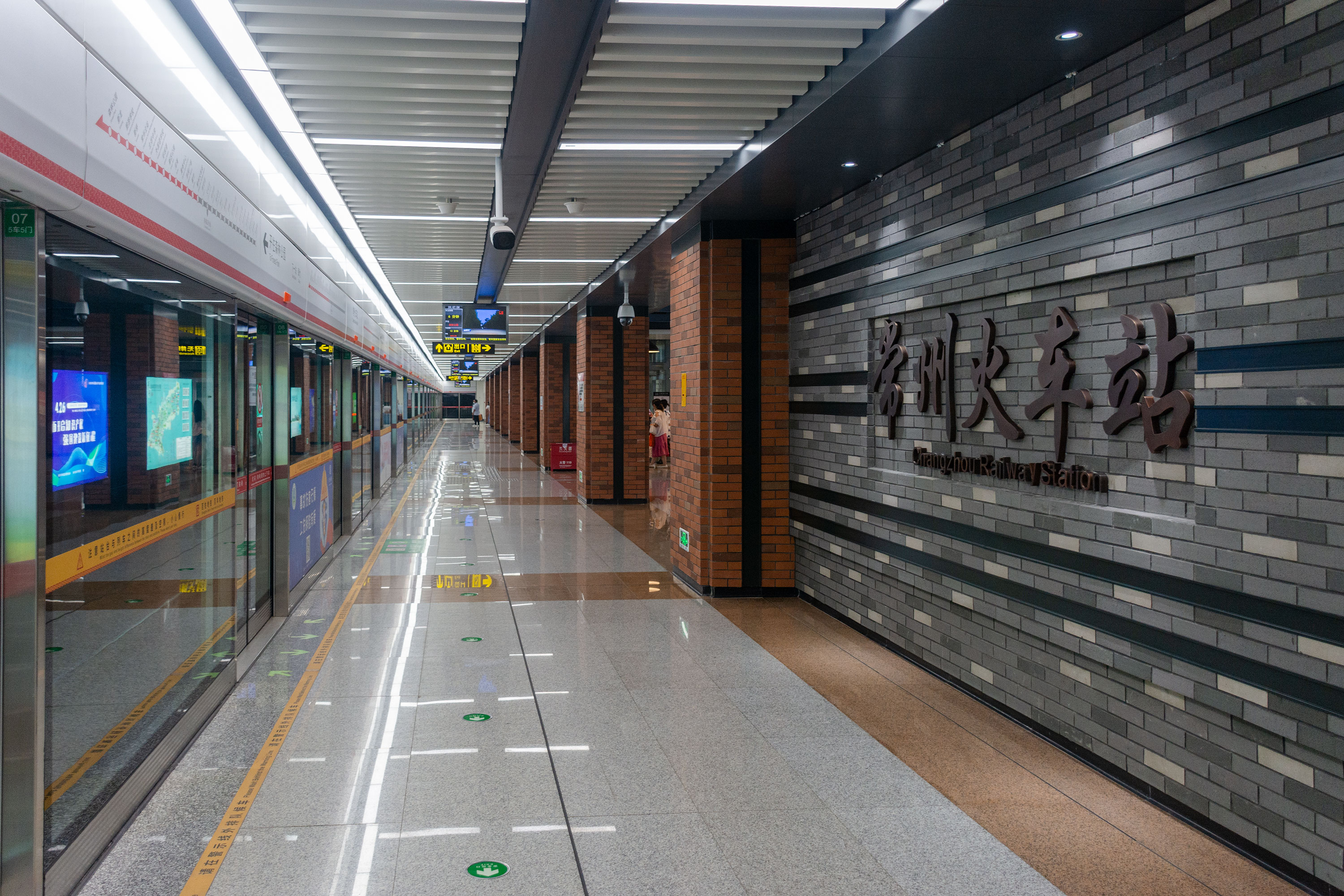
地铁站台

常州站北站房西北侧设有常州长途汽车站，每日大致有200余辆班车发往浙、皖、豫、赣、闽、鲁、鄂、沪等省、市及江苏全境近140个城市。

### 公交
| 火车站 | 火车站                                   | 火车站 | 火车站                           | 火车站                   |
| 编号   | 路线                                     | 路线   | 路线                             | 备注                     |
| ------ | ---------------------------------------- | ------ | -------------------------------- | ------------------------ |
| B13    | 锦海星城                                 | ⇆      | 火车站公交中心站（西广场回车场） |                          |
| K3     | 孟城                                     | →      | 火车站                           | 定时班车                 |
| K3     | 孟城                                     | ←      | 火车站公交中心站（西广场回车场） | 定时班车                 |
| 1      | 火车站东公交枢纽                         | ⇆      | 丽华二村                         |                          |
| 12     | 白荡河公交中心站                         | ⇆      | 火车站                           | 经陈渡新桥、河景花园     |
| 14     | 永宁路公交枢纽                           | ⇆      | 淹城公交枢纽                     |                          |
| 16     | 恐龙城公交枢纽                           | ⇆      | 丽华二村                         |                          |
| 18     | 魏村首末站                               | →      | 火车站                           | 经东港三鹿兴塘路、百馨苑 |
| 18     | 魏村首末站                               | ←      | 火车站公交中心站（西广场回车场） | 经东港三鹿兴塘路、百馨苑 |
| 19     | 锦海星城                                 | ⇆      | 红梅公交中心站                   |                          |
| 21     | 薛家公交中心站                           | →      | 火车站                           |                          |
| 21     | 薛家公交中心站                           | ←      | 火车站西                         |                          |
| 32常州 | （常州）火车站公交中心站（西广场回车场） | →      | （常州）机场部队                 | 定时班车；经镇江市丹阳市 |
| 32常州 | （常州）火车站                           | ←      | （常州）机场部队                 | 定时班车；经镇江市丹阳市 |
| 32A    | 奔牛五兴村委                             | →      | 火车站                           |                          |
| 32A    | 奔牛五兴村委                             | ←      | 火车站公交中心站（西广场回车场） |                          |
| 36     | 火车站公交中心站（西广场回车场）         | →      | 魏村首末站                       | 经龙圩路永丰路、新业花苑 |
| 36     | 火车站                                   | ←      | 魏村首末站                       | 经龙圩路永丰路、新业花苑 |
| 39     | 西林公园公交枢纽                         | ⇆      | 火车站东公交枢纽                 |                          |
| 41     | 汤庄商贸中心                             | →      | 火车站                           |                          |
| 41     | 汤庄商贸中心                             | ←      | 火车站公交中心站（西广场回车场） |                          |
| 48     | 圩塘渡口                                 | →      | 火车站                           |                          |
| 48     | 圩塘渡口                                 | ←      | 火车站公交中心站（西广场回车场） |                          |
| 57     | 火车站公交中心站（西广场回车场）         | →      | 孟河公交中心站                   |                          |
| 57     | 火车站                                   | ←      | 孟河公交中心站                   |                          |
| 203    | 机械新村                                 | ⇆      | 白家桥                           |                          |
| 219    | 白荡河公交中心站                         | ⇆      | 火车站                           | 经浦南新村、同安桥       |

| 火车站东公交枢纽 | 火车站东公交枢纽   | 火车站东公交枢纽 | 火车站东公交枢纽         | 火车站东公交枢纽 |
| 编号             | 路线               | 路线             | 路线                     | 备注             |
| ---------------- | ------------------ | ---------------- | ------------------------ | ---------------- |
| B11              | 沿江高铁武进站     | ⇆                | 火车站东公交枢纽         |                  |
| K1常州           | （无锡）雪堰公交站 | ⇆                | （常州）火车站东公交枢纽 | 定时班车         |
| 1                | 火车站东公交枢纽   | ⇆                | 丽华二村                 |                  |
| 30               | 火车站东公交枢纽   | ⇆                | 新怡花苑                 |                  |
| 38               | 金棕榈湾花苑       | ⇆                | 火车站东公交枢纽         |                  |
| 39               | 西林公园公交枢纽   | ⇆                | 火车站东公交枢纽         |                  |
| 62               | 戴溪首末站         | ⇆                | 火车站东公交枢纽         |                  |
| 64               | 洛阳公交枢纽       | ⇆                | 火车站东公交枢纽         |                  |
| 210              | 火车站东公交枢纽   | ⇆                | 清潭五村                 |                  |
| 321              | 礼嘉首末站         | ⇆                | 火车站东公交枢纽         |                  |

| 火车站公交中心站（西广场回车场） | 火车站公交中心站（西广场回车场）         | 火车站公交中心站（西广场回车场） | 火车站公交中心站（西广场回车场） | 火车站公交中心站（西广场回车场） |
| 编号                             | 路线                                     | 路线                             | 路线                             | 备注                             |
| -------------------------------- | ---------------------------------------- | -------------------------------- | -------------------------------- | -------------------------------- |
| B13                              | 锦海星城                                 | ⇆                                | 火车站公交中心站（西广场回车场） |                                  |
| K3                               | 孟城                                     | →                                | 火车站                           | 定时班车                         |
| K3                               | 孟城                                     | ←                                | 火车站公交中心站（西广场回车场） | 定时班车                         |
| 18                               | 魏村首末站                               | →                                | 火车站                           | 经东港三鹿兴塘路、百馨苑         |
| 18                               | 魏村首末站                               | ←                                | 火车站公交中心站（西广场回车场） | 经东港三鹿兴塘路、百馨苑         |
| 32常州                           | （常州）火车站公交中心站（西广场回车场） | →                                | （常州）机场部队                 | 定时班车；经镇江市丹阳市         |
| 32常州                           | （常州）火车站                           | ←                                | （常州）机场部队                 | 定时班车；经镇江市丹阳市         |
| 32A                              | 奔牛五兴村委                             | →                                | 火车站                           |                                  |
| 32A                              | 奔牛五兴村委                             | ←                                | 火车站公交中心站（西广场回车场） |                                  |
| 36                               | 火车站公交中心站（西广场回车场）         | →                                | 魏村首末站                       | 经龙圩路永丰路、新业花苑         |
| 36                               | 火车站                                   | ←                                | 魏村首末站                       | 经龙圩路永丰路、新业花苑         |
| 41                               | 汤庄商贸中心                             | →                                | 火车站                           |                                  |
| 41                               | 汤庄商贸中心                             | ←                                | 火车站公交中心站（西广场回车场） |                                  |
| 48                               | 圩塘渡口                                 | →                                | 火车站                           |                                  |
| 48                               | 圩塘渡口                                 | ←                                | 火车站公交中心站（西广场回车场） |                                  |
| 57                               | 火车站公交中心站（西广场回车场）         | →                                | 孟河公交中心站                   |                                  |
| 57                               | 火车站                                   | ←                                | 孟河公交中心站                   |                                  |

| 火车站东 | 火车站东         | 火车站东 | 火车站东         | 火车站东            |
| 编号     | 路线             | 路线     | 路线             | 备注                |
| -------- | ---------------- | -------- | ---------------- | ------------------- |
| 1        | 火车站东公交枢纽 | ⇆        | 丽华二村         |                     |
| 2        | 常州客运中心     | ⇆        | 滆湖路花园街     |                     |
| 11       | 龙虎塘公交枢纽   | ⇆        | 红梅公交中心站   |                     |
| 19       | 锦海星城         | ⇆        | 红梅公交中心站   |                     |
| 29       | 龙虎塘公交枢纽   | ⇆        | 县直街           |                     |
| 62       | 戴溪首末站       | ⇆        | 火车站东公交枢纽 |                     |
| 203      | 机械新村         | ⇆        | 白家桥           |                     |
| 212      | 青龙首末站       | ⇆        | 安阳花苑         | 经红东一村、904医院 |

| 火车站西 | 火车站西         | 火车站西 | 火车站西         | 火车站西            |
| 编号     | 路线             | 路线     | 路线             | 备注                |
| -------- | ---------------- | -------- | ---------------- | ------------------- |
| 1        | 火车站东公交枢纽 | ⇆        | 丽华二村         |                     |
| 2        | 常州客运中心     | ⇆        | 滆湖路花园街     |                     |
| 11       | 龙虎塘公交枢纽   | ⇆        | 红梅公交中心站   |                     |
| 14       | 永宁路公交枢纽   | ⇆        | 淹城公交枢纽     |                     |
| 16       | 恐龙城公交枢纽   | ⇆        | 丽华二村         |                     |
| 19       | 锦海星城         | ⇆        | 红梅公交中心站   |                     |
| 21       | 薛家公交中心站   | →        | 火车站           |                     |
| 21       | 薛家公交中心站   | ←        | 火车站西         |                     |
| 29       | 龙虎塘公交枢纽   | ⇆        | 县直街           |                     |
| 30       | 火车站东公交枢纽 | ⇆        | 新怡花苑         |                     |
| 39       | 西林公园公交枢纽 | ⇆        | 火车站东公交枢纽 |                     |
| 203      | 机械新村         | ⇆        | 白家桥           |                     |
| 212      | 青龙首末站       | ⇆        | 安阳花苑         | 经红东一村、904医院 |

### 地铁
位于客运中心一楼换乘大厅连接常州地铁常州火车站。车站于2019年9月21日启用，有
  1号线
经过。车站设有2个入口和2个出口。